# Оптимати
Оптимати (на латински: optimates, най-добрите; ед.ч.: optimus; рядко: boni, добрите) в политически живот на Древен Рим е партията на „най-добрите“, т.е. римската аристокрация през 2-1 в. пр.н.е. Към нея се отнасяли редица видни държавници като Сула, Катон Млади.
Техен основен политически противник е партията на популарите.